# E471 (emulgator)

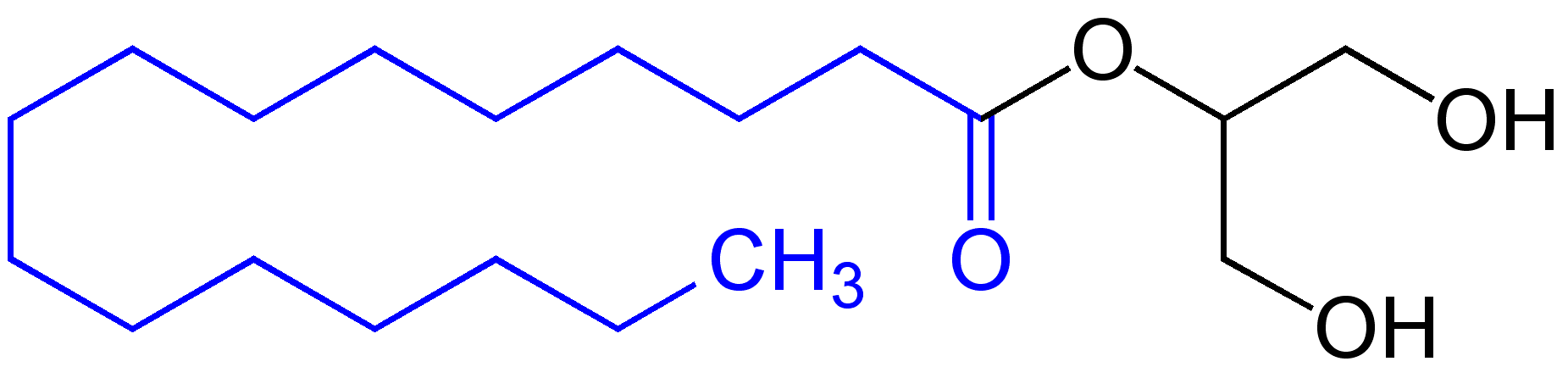
Przykładowy monogliceryd

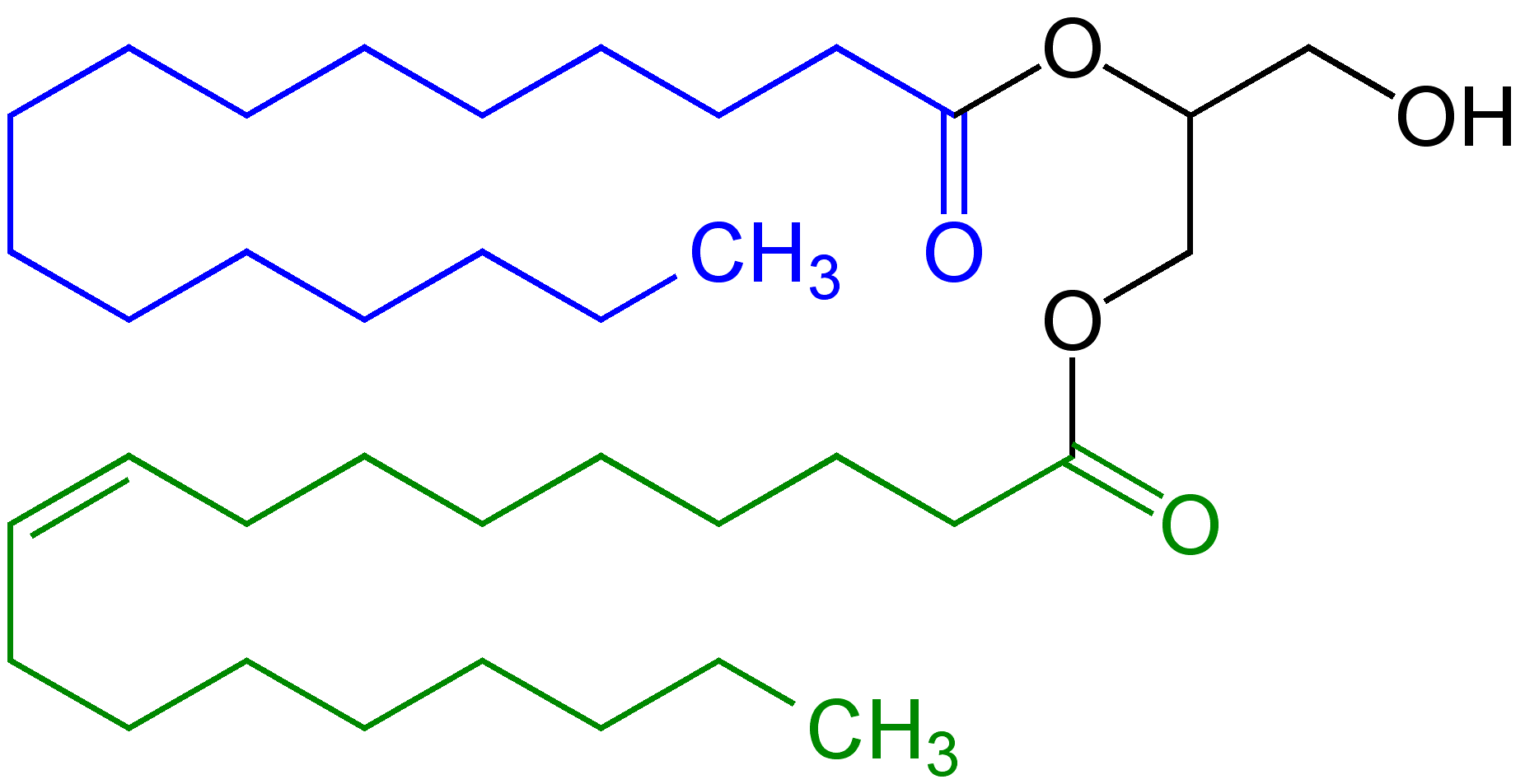
Przykładowy digliceryd
Kolor czarny – reszta gliceryny; niebieski – reszta kwasu palmitynowego; zielony – reszta kwasu oleinowego

E471 – dodatek do żywności z listy E, stosowany jako emulgator (środek ułatwiający uzyskanie emulsji oleju i wody). Kod E471 obejmuje mono- lub diglicerydy kwasów tłuszczowych. Stosowany np. do produkcji margaryny.